# Sinh Tồn Đông
Đảo Sinh Tồn Đông (tiếng Anh: Grierson Reef (chỉ chung cho rạn san hô nơi đảo này toạ lạc) hoặc Sin Cowe East Island (là tên đảo); tiếng Filipino: Julian Felipe; tiếng Trung: 染青沙洲; bính âm: Rǎnqīng shāzhōu, Hán-Việt: Nhiễm Thanh sa châu) là một cồn cát thuộc cụm Sinh Tồn của quần đảo Trường Sa. Đảo này nằm cách đảo Sinh Tồn khoảng 14 hải lý (26 km) về phía đông.
| 1 | Đá Gạc Ma     |
| 2 | Đá Trà Khúc   |
| 3 | Đá Len Đao    |
| 4 | Đá Phúc Sĩ    |
| 5 | Đá Văn Nguyên |
| 6 | Đá Ninh Hòa   |
| 7 | Đá Vị Khê     |
| 8 | Sinh Tồn Đông |

| 9  | Đá An Bình   |
| 10 | Đá Ba Đầu    |
| 11 | Đá Đức Hòa   |
| 12 | Đá Bãi Khung |
| 13 | Đá Bình Sơn  |
| 14 | Đá Tư Nghĩa  |
| 15 | Đá Bia       |
| 16 | Đá Ken Nan   |

| 17 | Đá Bình Khê   |
| 18 | Đá Nhạn Gia   |
| 19 | Đảo Sinh Tồn  |
| 20 | Đá Sơn Hà     |
| 21 | Đá Nghĩa Hành |
| 22 | Đá Tam Trung  |
| 23 | Đá Cô Lin     |

| 1 | Đá Gạc Ma     |
| 2 | Đá Trà Khúc   |
| 3 | Đá Len Đao    |
| 4 | Đá Phúc Sĩ    |
| 5 | Đá Văn Nguyên |
| 6 | Đá Ninh Hòa   |
| 7 | Đá Vị Khê     |
| 8 | Sinh Tồn Đông |

| 9  | Đá An Bình   |
| 10 | Đá Ba Đầu    |
| 11 | Đá Đức Hòa   |
| 12 | Đá Bãi Khung |
| 13 | Đá Bình Sơn  |
| 14 | Đá Tư Nghĩa  |
| 15 | Đá Bia       |
| 16 | Đá Ken Nan   |

| 17 | Đá Bình Khê   |
| 18 | Đá Nhạn Gia   |
| 19 | Đảo Sinh Tồn  |
| 20 | Đá Sơn Hà     |
| 21 | Đá Nghĩa Hành |
| 22 | Đá Tam Trung  |
| 23 | Đá Cô Lin     |

| 1 | Đá Gạc Ma     |
| 2 | Đá Trà Khúc   |
| 3 | Đá Len Đao    |
| 4 | Đá Phúc Sĩ    |
| 5 | Đá Văn Nguyên |
| 6 | Đá Ninh Hòa   |
| 7 | Đá Vị Khê     |
| 8 | Sinh Tồn Đông |

| 9  | Đá An Bình   |
| 10 | Đá Ba Đầu    |
| 11 | Đá Đức Hòa   |
| 12 | Đá Bãi Khung |
| 13 | Đá Bình Sơn  |
| 14 | Đá Tư Nghĩa  |
| 15 | Đá Bia       |
| 16 | Đá Ken Nan   |

| 17 | Đá Bình Khê   |
| 18 | Đá Nhạn Gia   |
| 19 | Đảo Sinh Tồn  |
| 20 | Đá Sơn Hà     |
| 21 | Đá Nghĩa Hành |
| 22 | Đá Tam Trung  |
| 23 | Đá Cô Lin     |

| 1 | Đá Gạc Ma     |
| 2 | Đá Trà Khúc   |
| 3 | Đá Len Đao    |
| 4 | Đá Phúc Sĩ    |
| 5 | Đá Văn Nguyên |
| 6 | Đá Ninh Hòa   |
| 7 | Đá Vị Khê     |
| 8 | Sinh Tồn Đông |

| 9  | Đá An Bình   |
| 10 | Đá Ba Đầu    |
| 11 | Đá Đức Hòa   |
| 12 | Đá Bãi Khung |
| 13 | Đá Bình Sơn  |
| 14 | Đá Tư Nghĩa  |
| 15 | Đá Bia       |
| 16 | Đá Ken Nan   |

| 17 | Đá Bình Khê   |
| 18 | Đá Nhạn Gia   |
| 19 | Đảo Sinh Tồn  |
| 20 | Đá Sơn Hà     |
| 21 | Đá Nghĩa Hành |
| 22 | Đá Tam Trung  |
| 23 | Đá Cô Lin     |

Đảo Sinh Tồn Đông là đối tượng tranh chấp giữa Việt Nam, Đài Loan, Philippines và Trung Quốc. Hiện Việt Nam đang kiểm soát đảo này như một phần của xã Sinh Tồn, huyện Trường Sa, tỉnh Khánh Hòa. Hải quân Việt Nam bắt đầu đóng quân tại đây từ ngày 17 tháng 3 năm 1978.

## Đặc điểm

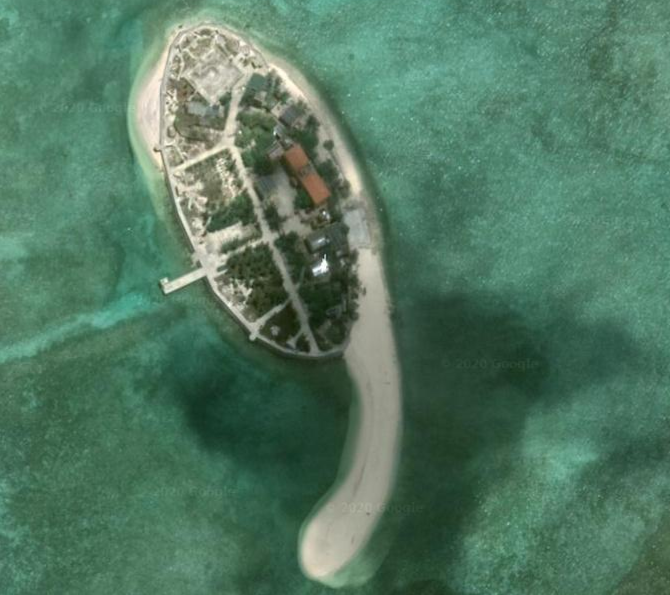
Ảnh vệ tinh chụp Đảo Sinh Tồn Đông trước khi bồi đắp (2020)

Đảo trải dài theo hướng tây bắc-đông nam và nằm trên một thềm san hô ngập nước. Thềm san hô này có chiều dài 1.200 m rộng đến 600 m, diện tích khoảng 0,5 km2. 
Đảo ban đầu (trước khi được bồi đắp thêm) có chiều dài khoảng 160 m, chiều rộng khoảng 60 m và được bao bọc bởi bờ cát rộng từ 5 đến 10 m. Diện tích đất tự nhiên của đảo khoảng 1,6 ha. Hai đầu của đảo có hai doi cát thường di chuyển theo mùa sóng gió.
Năm 2014, Việt Nam đã xây bờ kè đảo; mở rộng đảo (dài 210 m, rộng 100 m) với diện tích lấn thêm vào khoảng 1,2 ha, đưa tổng diện tích của đảo lên khoảng 2,8 ha.
Ngày 7 tháng 6 năm 2022, Giáo hội Phật giáo Việt Nam khánh thành chùa Sinh Tồn Đông trên đảo.
Từ tháng 3 năm 2025, Việt Nam bắt đầu các hoạt động bồi đắp mở rộng đảo Sinh Tồn Đông đồng thời nạo vét một âu tầu ở phía nam đảo này.

## Môi trường
Trên đảo không có nước ngọt. Các loại cây nước lợ như bàng vuông, mù u, phi lao, phong ba, muống biển,... mọc khá nhiều. Độ che phủ cây xanh chiếm 1/2 diện tích đảo. Đất đai ở đây chủ yếu là cát san hô nên các loài cây rau quả chỉ trồng được trong các ô đất đã được cải tạo. Các loài rau được trồng bao gồm cải xanh, mồng tơi, bầu, bí, mướp,... Ngoài ra trên đảo còn chăn nuôi heo và các loại gia cầm.

## Lịch sử
Đầu năm 1978, tình hình ở khu vực quần đảo Trường Sa diễn biến phức tạp, Philippines đưa quân chiếm đóng đá An Nhơn (cồn san hô Lan Can), Malaysia cũng đưa nhiều tàu thuyền quân sự đến khu vực Nam quần đảo Trường Sa. Quân chủng Hải quân quyết định, phải nhanh chóng đưa quân đổ bộ và đóng giữ tại các đảo nổi còn lại của quần đảo Trường Sa gồm có đảo Đá Giữa (Trường Sa Đông), đá Grierson (Sinh Tồn Đông), Hòn Sập (Phan Vinh), và đảo An Bang.
Thiếu tá Ngô Sĩ Ta (Chủ nhiệm chính trị trung đoàn 146) và ông Võ Xuân Triều (Phó phòng Quân báo hải quân) chỉ huy lực lượng hải quân đi trên tàu HQ-679 từ Cam Ranh ra đóng giữ bãi  đá san hô Grierson. Ngày 15 tháng 3 năm 1978, Hải quân Việt Nam đã hoàn thành việc đổ bộ và triển khai nhiệm vụ bảo vệ đá này.
Ngày 25 tháng 4 năm 1978, khi ra kiểm tra đảo đá Grierson cùng Chính ủy quân chủng Hải quân Hoàng Trà, Tư lệnh quân chủng Hải quân Giáp Văn Cương đề nghị đổi tên Grierson thành đảo Sinh Tồn Đông.